# Mausoleo de Augusto
El mausoleo de Augusto es un monumento funerario construido por el primer emperador romano Augusto en el año 28 a. C. en el Campo de Marte en Roma, Italia. Ubicado entre la Basílica de los Santos Ambrosio y Carlos y el Museo del Ara Pacis, se trata del sepulcro circular más grande del mundo. Albergó las tumbas de los principales miembros de la dinastía Julio-Claudia. El mausoleo se encontraba en un proceso de restauración que concluyó el 1 de marzo de 2021, tras catorce años cerrado al público.

## Historia

### Mausoleo romano
El mausoleo comenzó a ser construido por Augusto en el año 28 a. C. a su vuelta de Alejandría, tras haber conquistado Egipto después de vencer a Marco Antonio y a Cleopatra VII en la batalla de Actium del año 31 a. C. En su estancia en Alejandría había visto la tumba helenística de Alejandro Magno, probablemente de planta circular, en la cual se inspiró para la construcción de su propia tumba.

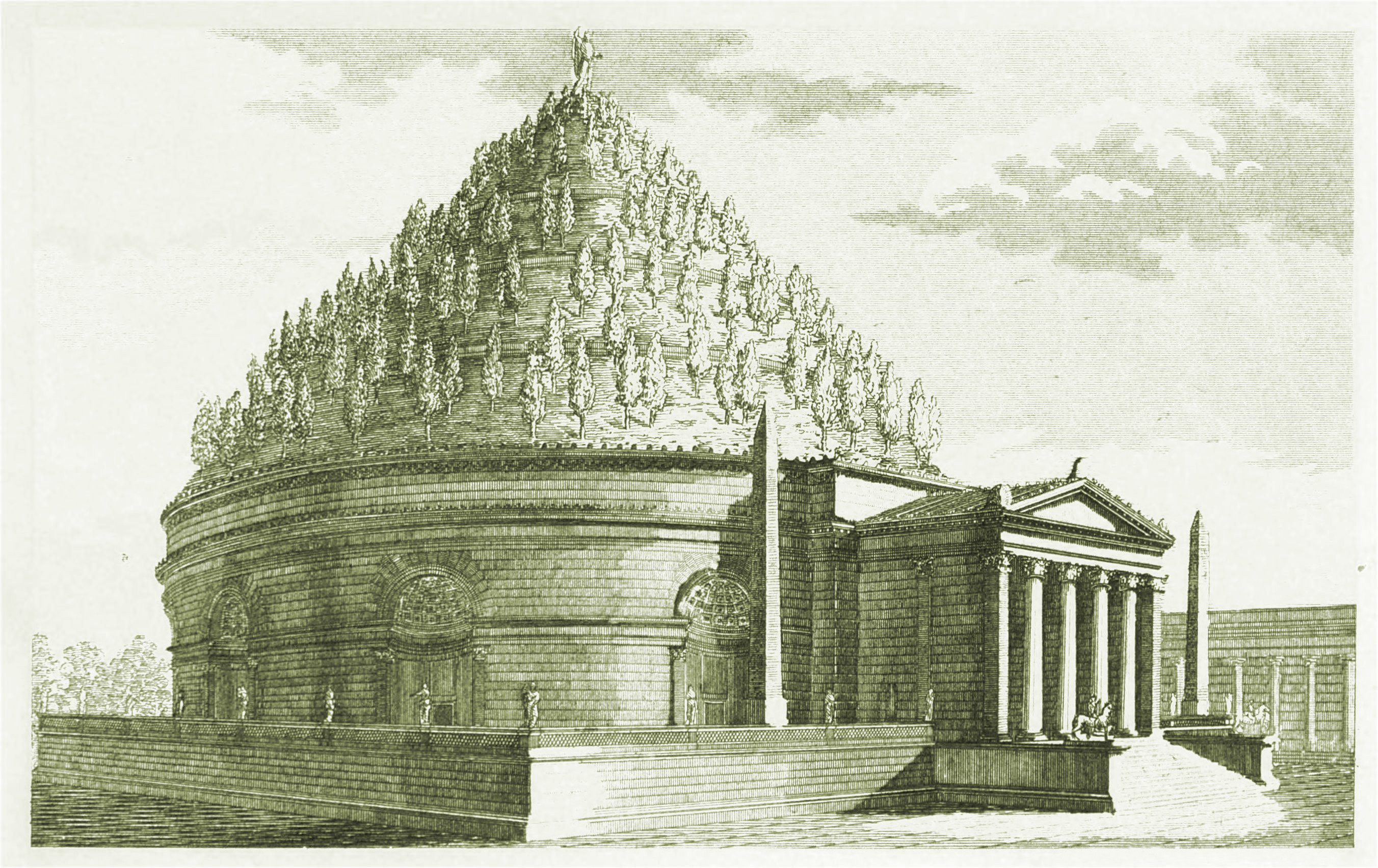
Recreación hipotética del Mausoleo de Augusto en sus orígenes.

En la época de Augusto normalmente se solían cremar los cadáveres y ubicarlos en pequeñas urnas en el interior del mausoleo. Los restos mortales de todos los emperadores de la dinastía Julio-Claudia, a excepción de Nerón, fueron ubicados en el Mausoleo. A continuación se exponen en orden cronológico los personajes cuyas cenizas se trasladaron al mausoleo.
- Marco Claudio Marcelo (sobrino de Augusto), fallecido en 23 a. C.
- Marco Vipsanio Agripa (yerno de Augusto), fallecido en 12 a. C.
- Octavia la Menor (hermana de Augusto), fallecida en 11 a. C.
- Druso el Mayor (hijo de Livia), fallecido en 9 a. C.
- Lucio César y Cayo César (nietos de Augusto), fallecidos el 2 a. C. y el 4 a. C., respectivamente.
- Augusto, primer emperador romano, fallecido el año 14.
- Germánico (hijo de Druso y padre de Calígula) fallecido el año 19.
- Livia (esposa de Augusto), fallecida el año 29.
- Agripina (esposa de Germánico y madre de Calígula), fallecida el año 37.
- Tiberio, segundo emperador romano, fallecido el año 37.
- Calígula, tercer emperador romano, fallecido el año 41.
- Claudio, cuarto emperador romano, fallecido el año 54.
- Vespasiano, noveno emperador romano, fue enterrado temporalmente tras fallecer el año 79.
- Nerva, duodécimo emperador romano, fallecido el año 98.
- Julia Domna, esposa del emperador Septimio Severo, fue enterrada temporalmente tras fallecer el año 217.

### Edad Media

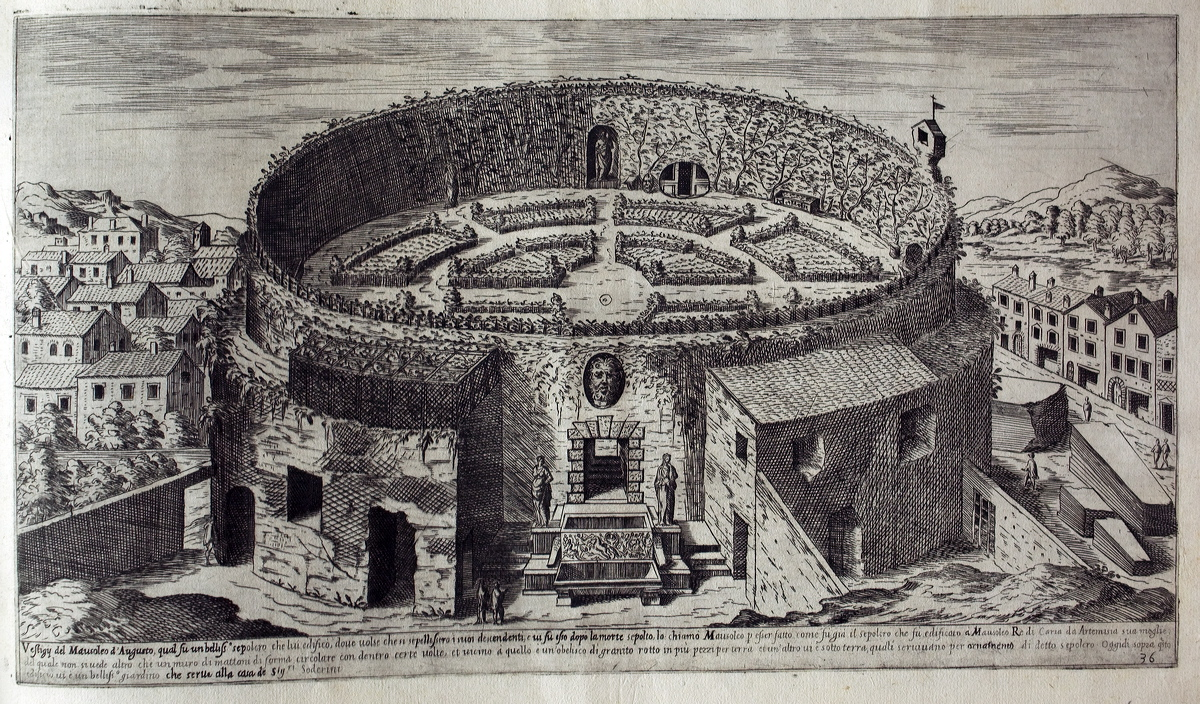
Aspecto idealizado del Mausoleo de Augusto (1575) según Étienne Dúperac, con la vista de los jardines del cardenal Francesco Soderini.

Según la historia tradicional, durante el Saqueo de Roma por Alarico en el 410, los visigodos asaltaron las criptas, robaron las urnas y esparcieron las cenizas, sin dañar la estructura del edificio. Platner y Ashby, sin embargo, declaran que «la historia del saqueo por Alarico no tiene base histórica y no sabemos nada de su destrucción».
A finales del siglo X, el mausoleo se encontraba en gran medida enterrado bajo tierra y habían crecido árboles sobre él, llegando a ser referenciado como Mons Augustus (Monte Augusto). Una leyenda de la época se refiere a un supuesto decreto en el que Augusto indicaba que se lanzara tierra de cada provincia del Imperio romano sobre su tumba, para que pudiera descansar sobre todo el terreno conquistado. En la cima del mausoleo se construyó una capilla dedicada al arcángel Miguel, mientras que a su lado se encontraba la iglesia de Santa Maria in Augusto, más tarde transformada en San Giacomo degli Incurabili.
En el siglo XII el túmulo se fortificó con un castillo, tal y como había ocurrido con el Mausoleo de Adriano, que pasó a ser el castillo de Sant'Angelo, y fue ocupado por la familia Colonna. Después de la desastrosa derrota de la Comuna de Roma a manos del conde de Tusculum en 1167, los Colonna cayeron en desgracia, fueron exiliados por el Papa Gregorio IX y su castillo sobre el antiguo mausoleo fue destruido. Durante el siglo XVI, con motivo de la decisión del Papa León X de urbanizar el ala septentrional del Campo Marzio, se introdujeron importantes reformas en el espacio, pasando a restaurarse el antiguo mausoleo como parte de los jardines del palacio del cardenal Francesco Soderini, incluyéndolo dentro de la escenografía del paisaje.

### Anfiteatro Correa

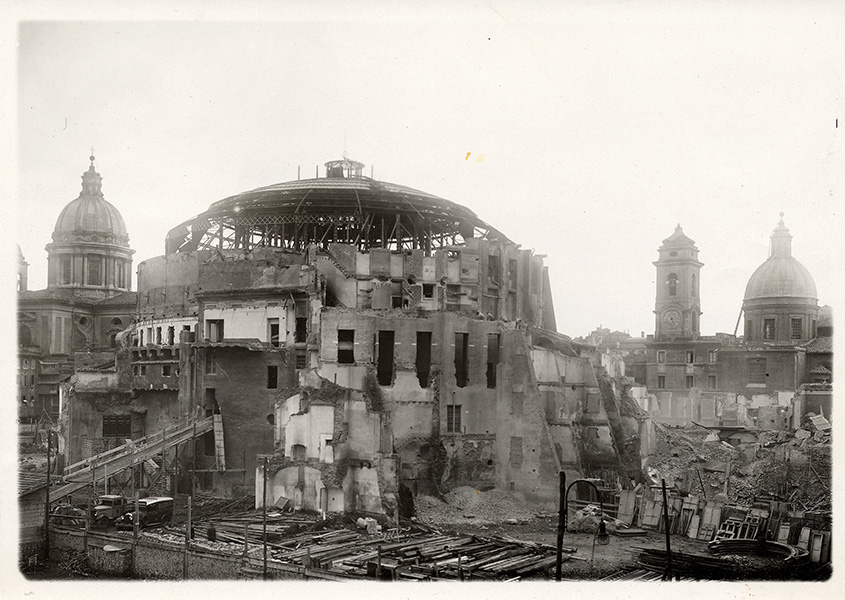
Destrucción del auditorio Augusteo por parte de Benito Mussolini en 1936.

En 1700 será cuando el complejo residencial pase a manos de la familia Correa de Silva. En 1780, uno de los herederos de la familia, el diplomático Vincenzo Mani Correa, impulsó al arquitecto balear Bernardo Matas, a que reformase el espacio arqueológico y parte de los antiguos jardines del palacio en una plaza de toros; creando una estructura con graderíos de madera y que subsistió en las primeras décadas, acogiendo corridas de toros y otros espectáculos. Tras la muerte del marqués de Correa, el anfiteatro pasó a manos del también aristócrata Francesco Saverio Armentieri, quien inició la transformación de la plaza original en una obra de fábrica, con corrales, para acoger a los toros que habían de lidiarse. Los gastos derivados de la restauración hicieron que Armentieri se deshiciera del anfiteatro y se lo vendiera, en 1802, a la parte encargada de la administración de la Ciudad del Vaticano, la conocida como Cámara Apostólica. A partir de entonces, la Santa Sede se encargó de culminar las obras de reforma y promover, una vez finalizadas, la celebración de distintos espectáculos, entre ellos corridas de toros pero también representaciones teatrales y castillos de fuegos artificiales, al ser uno de los grandes reclamos para el pueblo romano. El arquitecto Giuseppe Valadier intervenía en 1814 el edificio para instalar un palco real, con motivo de la llegada a Roma del emperador Francisco I de Austria; así como una cubierta de hierro con toldos corredizos en 1826.
En 1873 pasó a ser propiedad de la Corona del recién creado Reino de Italia. En 1881 alquiló el edificio el aristócrata Giuseppe Telfener quien realizó una cúpula de hierro y cristal para cubrir el anfiteatro. Las medidas de seguridad se consideraron inadecuadas y fue clausurado en 1907, siendo utilizado por la monarquía italiana para diseñar los bocetos del futuro Monumento a Víctor Manuel II. El 11 de julio de 1907 fue adquirido por el Ayuntamiento de Roma, quien lo abrió un año más tarde como una sala de conciertos denominada el Augusteo.
El 13 de mayo de 1936 se celebró el último concierto antes de que el dictador Benito Mussolini decidiera demoler la cúpula y las estructuras más recientes. La restauración del Mausoleo de Augusto entró en los ambiciosos planes de Mussolini de reorganizar la ciudad de Roma para conectar las aspiraciones de la Italia fascista con las antiguas glorias del Imperio romano, e incluso pensó en enterrarse en el lugar. La recuperación no pudo concluirse debido al estallido de la Segunda Guerra Mundial en 1939 y los restos quedaron expuestos al aire libre.

### Recuperación
En enero de 2017, las autoridades italianas anunciaron que gracias a la concesión de 6 millones de euros de Telecom Italia el Mausoleo de Augusto recibiría una restauración que permitió su reapertura al público por primera vez desde la década de 1970. La recuperación incluyó una exposición multimedia que proyecta imágenes antiguas y modernas de Roma en las paredes exteriores de la estructura. Su apertura se esperaba para abril de 2019, aunque finalmente se produjo el 1 de marzo de 2021.A pesar de que algunas restauraciones quedaron inconclusas, como la cámara de enterramiento cilíndrica de Augusto, y se esperaba su apertura para 2022, este proyecto se ha ido retrasando. En junio de 2022 el mausoleo cerró temporalmente para facilitar las labores de reconstrucción de la Piazza Augusto Imperatore.

## Estructura
El monumento, concebido como una estructura circular, medía ochenta y siete metros de diámetro y tenía dos obeliscos en su entrada. El interior estaba repleto de pasillos concéntricos unidos entre sí, donde se albergaban las urnas con las cenizas de los diferentes personajes de la familia imperial.